# 로미오

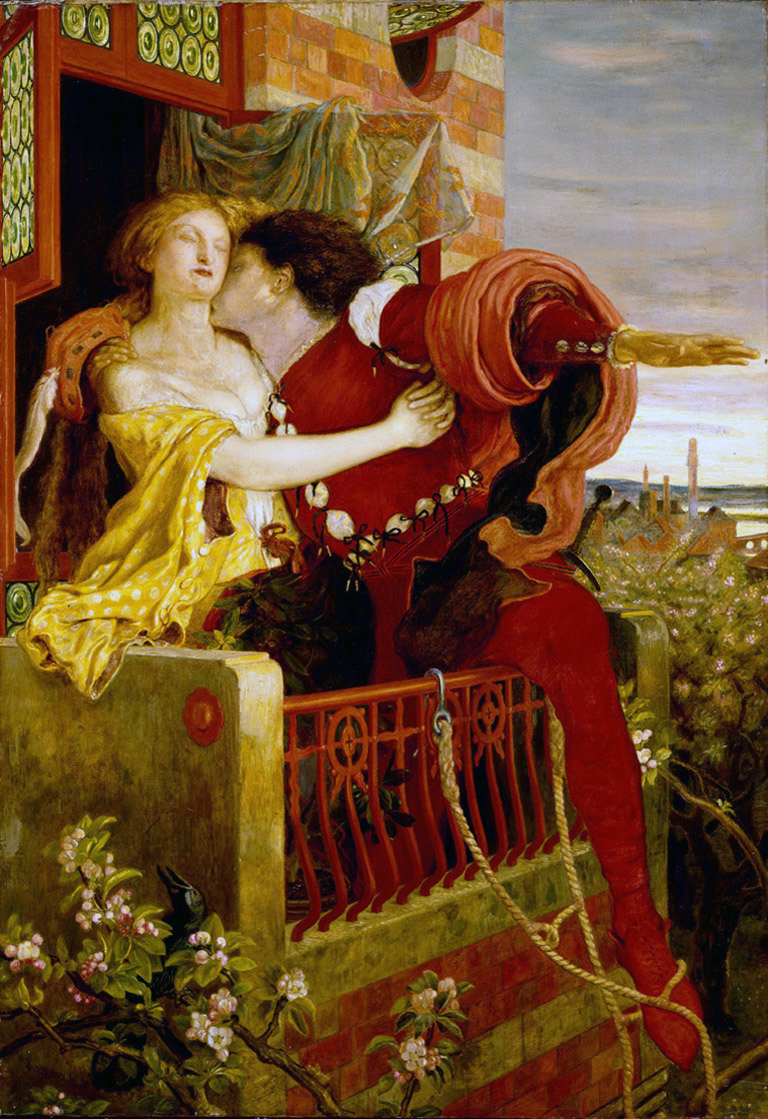
포드 매덕스 브라운이 묘사한 로미오와 줄리엣의 발코니 장면 (1869-70)

로미오(Romeo)는 윌리엄 셰익스피어의 희곡 《로미오와 줄리엣》의 남자 주인공이다. 비밀리에 줄리엣과 사랑하고 결혼한다. 결투에서 줄리엣의 사촌 티볼트를 죽이고 추방당한 로미오는 줄리엣의 죽음에 대한 거짓 소식을 듣고 자살한다.

## 영화에서의 묘사
- 로미오와 줄리엣 (1968년 영화)
- 로미오와 줄리엣 (1936년 영화)
- 로미오와 줄리엣 (1996년 영화)
- 2013년의 브로드웨이 연극 각색판 (올랜도 블룸)

## 기타 작품에서의 묘사
- 유튜브 코미디 시리즈 Epic Rap Battles of History의 한 에피소드의 나이스 피터